# Ladolež
Obični ladolež (lat. Calystegia sepium) je biljka iz porodice Convolvulaceae, rasprostranjena svuda u svetu.

## Opis biljke
Ladolež je višegodišnja biljka sa polegljivom stabljikom, dugom do 3 metra, koja se obavija oko drugih biljaka, predmeta, ograda itd.
Koren je razgranat, snažan, mesnat, retko dublje od 30 centimetara. Listovi su strelasto srcolikog oblika.
Cvetovi su pojedinačni, veliki, levkastog oblika, beli ili ružičasti. Jedna biljka daje prosečno od 100 do 400 semenki. Seme klija obično u proleće. Razmnožava se semenom, korenom i takođe nadzemnim izdancima, koji se ukorenjuju na mestu dodira sa zemljom.

## Značaj
Ladolež je vrlo raširen korov na različitim zemljištima. Raste na oranicama, u vinogradima, voćnjacima, na obalama, uz plotove i međe itd. Od useva najčešće je u kukuruzu. Žilav je i otporan korov i teško ga je iskoreniti zbog jakog korena iz kojeg se lako regeneriše. Jak je kompetitor.
Stoka ga rado jede. Manja količina deluje povoljno na mlečnost. U nekim zemljama ga jedu i ljudi. Uzgajaju se ukrasne forme ove biljke, koja ima lekovita svojstva. Ladolež je medonosna biljka.

## Literatura
- Šarić, Taib: Atlas korova, Svjetlost, Sarajevo, 1991.
- Komljenović, Ilija: Atlas korova, Poljoprivredni fakultet Banja Luka, 2007.